# Simon Ammann
Simon Ammann (Grabs, 25 de junio de 1981) es un deportista suizo que compite en salto en esquí.
Participó en siete Juegos Olímpicos de Invierno, entre los años 1998 y 2022, obteniendo en total cuatro medallas de oro: dos en Salt Lake City 2002 y dos en Vancouver 2010, en ambas ocasiones en las prueba individuales de trampolín normal y trampolín grande. Además, ocupó el sexto lugar en Nagano 1998, el séptimo en Turín 2006 y el octavo en Pekín 2022, en la prueba por equipo.
Ganó cuatro medallas en el Campeonato Mundial de Esquí Nórdico entre los años 2007 y 2011.

## Palmarés internacional
| Juegos Olímpicos   | Juegos Olímpicos                | Juegos Olímpicos  | Juegos Olímpicos |
| Año                | Lugar                           | Medalla           | Prueba           |
| ------------------ | ------------------------------- | ----------------- | ---------------- |
| 2002               | Salt Lake City (Estados Unidos) | Medalla de oro    | TN individual    |
| 2002               | Salt Lake City (Estados Unidos) | Medalla de oro    | TG individual    |
| 2010               | Vancouver (Canadá)              | Medalla de oro    | TN individual    |
| 2010               | Vancouver (Canadá)              | Medalla de oro    | TG individual    |
| Campeonato Mundial |                                 |                   |                  |
| Año                | Lugar                           | Medalla           | Prueba           |
| 2007               | Sapporo (Japón)                 | Medalla de oro    | TG individual    |
| 2007               | Sapporo (Japón)                 | Medalla de plata  | TN individual    |
| 2009               | Liberec (República Checa)       | Medalla de bronce | TN individual    |
| 2011               | Oslo (Noruega)                  | Medalla de bronce | TG individual    |